# Corpo roccioso
I corpi rocciosi sono le forme volumetriche in cui sono organizzate le rocce. 
Un corpo roccioso è delimitato da superfici nette che lo separano dai corpi rocciosi circostanti. La forma e le dimensioni di un corpo roccioso, estremamente variabili, dipendono dall'ambiente chimico-fisico e dai meccanismi di formazione delle rocce. 
Può essere costituito da uno o più litotipi; in quest'ultimo caso la distribuzione dei litotipi può essere irregolare o costituita da alternanze regolari di due o tre litotipi. Di solito un corpo roccioso presenta al suo interno linee, superfici, orientazione preferenziale di elementi che rappresentano le "strutture primarie" (ad es. la stratificazione delle rocce sedimentarie, le bande chiare e scure, di diversa composizione, di una migmatite). 
Esempi di corpi rocciosi sono una massa omogenea di granito che costituisce un plutone; un accumulo di detriti spigolosi (brecce), dovuto ad una frana, alla base di una parete; una scogliera corallina fossile.